# مانويل دي خيسوس لوبيز
مانويل دي خيسوس لوبيز (بالإسبانية: Manuel de Jesús López)‏ (24 ديسمبر 1983 في السلفادور - ) هو لاعب كرة قدم سلفادوري في مركز الدفاع. لعب مع Santa Tecla F.C. ‏ وأتلتيكو مارته ‏ وEl Roble de Ilobasco ‏ وC.D. Inca Súper Flat ‏.